# Pyrausta foviferalis
Pyrausta foviferalis là một loài bướm đêm trong họ Crambidae.